# ماهامان سمايله
ماهامان سمايله (بالفرنسية: Mahaman Smaila)‏ (مواليد 28 فبراير 1986) هو ملاكم كاميروني، مثّل بلاده في الألعاب الأولمبية الصيفية 2008.

## روابط خارجية
ماهامان سمايله على موقع أوليمبيديا (الإنجليزية)